# الفتاة التي تقلب الصفحات
الفتاة التي تقلب الصفحات (بالفرنسية:  La Tourneuse de pages)‏ هو فيلم فرنسي من اخراج دينيس جيركور، انتج عام 2006. كان من ضمن الافلام التي ترشحت رسمياً في مهرجان كان 2006 في قائمة (وجهة نظر معينة un certain regard).

## القصة
تدخل ميلاني في مسابقة الدخول للكونسيرفاتوار، لكنها ترسب بسبب الاضطراب الذي ينتابها نتيجة لسلوك رئيسة اللجنة. بعد عشر سنين، يعرفها مديرها في العمل على زوجته التي تعمل كعازفة بيانو، وتشاء الصدفة ان تكون هي نفسها رئيسة اللجنة التي قد تسببت في رسوب ميلاني قبل عشر سنين. تبدأ ميلاني بمساعدة عازفة البيانو في تقليب صفحات النوتات الموسيقية وقت العزف، ولكنها ايضاً تتدخل في حياتها الخاصة.

## الممثلون
- كاثرين فروت: آريان فوشيكورت
- ديبورا فرانسواز: ميلاني بروفوست
- باسكال جريجوري: السيد فوشيكورت
- كلوتيلد موليه: فيرجيني
- كزافييه دو جويوبون: لورون
- كريستين سيتتي: السيدة بروفوست
- جاك بونافي: السيد بروفوست
- انطوان مارتينكيو: تريستان
- جولي ريشاليه: ميلاني الطفلة

## روابط خارجية
- الفتاة التي تقلب الصفحات على موقع IMDb (الإنجليزية)
- الفتاة التي تقلب الصفحات على موقع ميتاكريتيك (الإنجليزية)
- الفتاة التي تقلب الصفحات على موقع روتن توميتوز (الإنجليزية)
- الفتاة التي تقلب الصفحات على موقع نتفليكس (الإنجليزية)
- الفتاة التي تقلب الصفحات على موقع ألو سيني (الفرنسية)
- الفتاة التي تقلب الصفحات على موقع Turner Classic Movies (الإنجليزية)
- الفتاة التي تقلب الصفحات على موقع أول موفي (الإنجليزية)
- الفتاة التي تقلب الصفحات على موقع بوكس أوفيس موجو (الإنجليزية)
- الفتاة التي تقلب الصفحات على موقع فيلمافينيتي (الإسبانية)
- الفتاة التي تقلب الصفحات على موقع قاعدة بيانات الأفلام السويدية (السويدية)